# B-Sides
B-Sides – kompilacja zespołu Slums Attack. Album ukazał się 21 grudnia 2013 roku nakładem wytwórni muzycznej Fonografika.

## Lista utworów
| Nr  | Tytuł utworu                                  | Długość |
| --- | --------------------------------------------- | ------- |
| 1.  | „Moralny upadek”                              |         |
| 2.  | „Ile jeszcze?!” (gośc. Sweet Noise)           |         |
| 3.  | „Dziś w klubie” (DJ Zel RMX)                  |         |
| 4.  | „Dzieci gorszego Boga”                        |         |
| 5.  | „Nie trzymaj sztamy”                          |         |
| 6.  | „Prawdziwy rapper kłamca (Propaganda Wersja)” |         |
| 7.  | „Ona i on”                                    |         |
| 8.  | „PS. (Phil Spector)”                          |         |
| 9.  | „Reprezentujemy Hip Hop”                      |         |
| 10. | „Rolling Stone”                               |         |
| 11. | „Temat za tematem”                            |         |
| 12. | „Gzyms”                                       |         |
| 13. | „Na serio”                                    |         |
| 14. | „Uliczna sława”                               |         |
| 15. | „Staszica Story 2 (Jeżycki świat)”            |         |
| 16. | „Wciąż” (gośc. Sweet Noise)                   |         |
| 17. | „Musisz uwierzyć”                             |         |
| 18. | „W oparciu o prawdę”                          |         |